# Iccho Itoh
Iccho Itoh (Nagasaki, 23 de agosto de 1945 – Nagasaki, 18 de abril de 2007) foi um político japonês, prefeito da cidade japonesa de Nagasaki, de 1995 até sua morte.
Em 17 de abril de 2007, Ito foi morto a tiros após um comício de campanha por Tetsuya Shiroo, um membro da yakuza Yamaguchi-gumi. Ito estava na clínica da faculdade de medicina e odontologia da Universidade de Nagasaki, onde morreu na manhã do dia 18 de abril, por causa de sua grande perda de sangue.
Foi o segundo prefeito de Nagasaki a ser assassinado. Já em 1990, o então prefeito Hitoshi Motoshima foi morto a tiros.

Ito, que era próximo do governante Partido Liberal Democrata, tornou-se conhecido internacionalmente como um obstinado oponente das armas nucleares. Ele também criticou a comemoração de criminosos de guerra no Santuário Yasukuni.